# 2011 en water-polo
Cet article présente les faits marquants de l'année 2011 en water-polo.

## Calendrier international
- 14 au 19 juin : super finale de la Ligue mondiale de water-polo féminin 2011 à Tianjin (Chine).
- 21 au 26 juin : super finale de la Ligue mondiale de water-polo masculin 2011 à Florence (Italie).

## Compétitions de water-polo

### Janvier
- 4 janvier : onzième journée et dernière des matches aller de la phase régulière de la série A1 masculine italienne. Le champion en titre Pro Recco est premier, avec trois points d'avance sur Rari Nantes Savona et huit points sur le Circolo Nautico Posillipo[1].
- 5 janvier : premier match de la coupe masculine du Monténégro (reporté du 22 décembre 2010[2]) et victoire du Vaterpolo klub Budva dix buts à huit contre Vaterpolo klub Primorac[3].
- 7 janvier : la Fédération internationale de natation annonce les meilleurs poloïstes de l'année 2010, à la suite d'un vote des membres dirigeants de la FINA et des fédérations nationales. Chez les dames, est choisie Elizabeth Armstrong, gardienne de but de l'équipe des États-Unis, vainqueur de la Ligue mondiale et de la Coupe du monde en 2010. Chez les messieurs, Vanja Udovičić, déjà joueur de l'année 2010 d'après la Ligue européenne de natation, est élu à la suite de la victoire en Euroligue avec le club italien Pro Recco et à plusieurs honneurs (meilleur marqueur et meilleur joueur) de plusieurs compétitions internationales avec l'équipe de Serbie[4].
- 8 et 9 janvier : quatrième journée sur six du tour préliminaire de l'Euroligue 2010-2011. Trois clubs sont invaincus dans leur groupe et sûrs d'être qualifiés : le club italien et tenant du titre Pro Recco, et les clubs croates HAVK Mladost et VK Jug[5].
- 9 au 14 janvier : à Victoria, au Canada, tournoi masculin panaméricain de qualification dont les finalistes, les équipes du Canada et du Brésil, se qualifient pour le tournoi masculin des Championnats du monde de natation 2011.
- 12 janvier : lors de la septième journée de la première phase de la Ligue adriatique, c'est une équipe de jeunes du club monténégrin Vaterpolo klub Primorac qui a joué le match contre le VK Budva. La presque totalité de l'équipe première se plaint de problèmes financiers au sein de leur club[6]. À la suite de sa victoire quinze buts à trois, Budva devance Primorac de quatre points au classement.
- 14 au 16 janvier :
  - tour préliminaire de la Coupe des champions 2010-2011, la coupe d'Europe féminine.
  - quarts de finale de la coupe masculine de Belgique[7].
- 15 janvier :
  - le Vaterpolo klub Budva remporte la coupe masculine du Monténégro au cumul des scores (10-8 à l'aller, 8-9 au retour) contre le Vaterpolo klub Primorac[8].
  - neuvième journée et derniers matches aller de la phase régulière du championnat de France élite. Le Cercle des nageurs de Marseille est premier et devance l'Olympic Nice natation de trois points, Montpellier Water-Polo de cinq points et le Cercle des nageurs d'Aix-les-Bains de huit points. Le cinquième club, Dauphins FC Sète, sur la première des places non qualifiantes pour les demi-finales, est à sept points du CN Aix-les-Bains.
- 19 janvier :
  - cinquième et avant-dernière journée du tour préliminaire de l'Euroligue 2010-2011. Deux clubs sont en position qualifiante pour les quarts de finale : le club monténégrin PVK Jadran Herceg Novi et le club serbe Vaterpolo klub Partizan[9].
  - quarts de finale aller du Trophée LEN masculin 2010-2011.
- 21 au 23 janvier : tour préliminaire du Trophée LEN féminin 2010-2011.
- 22 janvier : dans un contexte d'indisponibilité de plusieurs arbitres en conflit avec la Fédération française de natation, les clubs du championnat de France élite refusent de jouer la dixième journée de la phase régulière pour éviter un accident à leurs joueurs[10],[11].
- 25 janvier : troisième journée des qualifications européennes de la Ligue mondiale masculine 2011.
- 29 et 30 janvier : première journée des qualifications pour le championnat d'Europe féminin de 2012.
- 30 janvier : sacre du City of Manchester Water Polo Club avec les derniers matches de la première division britannique féminine[12]

### Février
- 2 février :
  - sixième et dernière journée du tour préliminaire de l'Euroligue 2010-2011.
  - Quarts de finale retour du Trophée LEN masculin 2010-2011. Se qualifient le club français Cercle des nageurs de Marseille, le club grec Panionios GSS, le club hongrois Domino Honvéd et le club italien Rari Nantes Savona.
- 3 février : première journée de la phase régulière des championnats d'Australie féminin et masculin[13].
- 11 au  13 février : en Espagne, le tournoi de la coupe du Roi masculine est remportée par le Club Natació Barcelona qui met fin en finale (sept buts à trois) à la série de cinq victoires du Club Natació Atlètic-Barceloneta[14]
- 12 février : quarts de finale retour de la Coupe des champions 2010-2011, la coupe féminine d'Europe.
- 12 et 13 février : quarts de finale retour du Trophée LEN féminin 2010-2011.
- 16 février :
  - première des six journées des quarts de finale de l'Euroligue de water-polo 2010-2011.
  - Matches aller des demi-finales du Trophée LEN masculin 2010-2011.
- 21 et 22 février : quatrième journée des qualifications européennes de la Ligue mondiale masculine 2011 et quatrième victoire d'affilée pour les équipes de Croatie, du Monténégro et de Serbie en tête de chacun de leur groupe[15].
- 23 au 27 février : à São Paulo, au Brésil, tournoi féminin panaméricain de qualification dont les finalistes se qualifient pour le tournoi féminin des Championnats du monde de natation 2011.

### Mars
- 9 mars :
  - deuxième des six journées des quarts de finale de l'Euroligue de water-polo 2010-2011.
  - Matches retour des demi-finales du Trophée LEN masculin 2010-2011.
- 12 mars : demi-finales de la coupe masculine de Belgique[7].
- 13 mars : match aller de la finale du trophée LEN masculin 2010-2011.
- 19 et 20 mars : au terme d'une finale à quatre, Pro Recco remporte la coupe d'Italie masculine neuf buts à sept en finale contre Brixia Leonessa Nuoto[16].
- 22 mars : cinquième journée des qualifications européennes de la Ligue mondiale masculine 2011.
- 26 mars : deuxième journée du tour de qualification pour le championnat d'Europe féminin de 2012.
- 26 et 27 mars : troisième des six journées des quarts de finale de l'Euroligue de water-polo 2010-2011.
- 30 mars : troisième journée du tour de qualification du championnat d'Europe masculin 2012.

### Avril
- 2 avril : vingt-deuxième journée et dernière des matches retour de la phase régulière de la série A1 masculine italienne[17].
- 2 et 3 avril :
  - au terme de la finale à quatre à Rijeka, le club monténégrin PVK Jadran Herceg Novi remporte la Ligue adriatique en finale neuf buts à sept contre le club croate du VK Jug. Primorje termine troisième en battant 15-11 HAVK Mladost[18].
  - la direction de la Ligue adriatique a accepté la demande de Vaterpolo Savez Srbije, la fédération serbe de water-polo, d'inscrire des clubs serbes dans ce championnat multinational. Pour la saison 2011-2012, le Vaterpolo klub Partizan pourrait participer tandis que l'intégration du VK Vojvodina et du Crvene Zvetde pourrait advenir en 2012-2013[19].
- 6 avril : à Nijverdal (Pays-Bas), lors du match aller de la finale du trophée LEN féminin 2010-2011, Fysius Het Ravijn bat douze buts à cinq le club italien Rapallo Nuoto[20].
- 9 avril :
  - vingt-sixième et dernière journée de la phase régulière de la ligue masculine hongroise. Se qualifient pour la phase finale, dans l'ordre du classement : Egri VK, Szeged VE, Vasas SC et Honvéd SE. Du 15 avril au 11 mai, ils rejouent leurs matches aller et retour, en gardant le bénéfice des rencontres avec les neuf autres clubs, afin d'établir un classement final qui détermine les finalistes[21].
  - Onzième et dernière journée de la phase régulière de la série A1 féminine italienne[22].
- 13 avril :
  - quatrième des six journées des quarts de finale de l'Euroligue de water-polo 2010-2011.
  - À Athènes, score de parité neuf buts partout lors du match aller de la finale du trophée LEN masculin 2010-2011 entre Panionios GSS et le club italien Rari Nantes Savona[23].
- 16 avril : lors du match retour de la finale de la division d’honneur féminine espagnole, sacre du Club Natació Sabadell contre Club Natació San Andreu à la suite de ses deux victoires consécutives[24].
- 17 avril : dernière journée de la phase régulière des championnats d'Australie féminin et masculin[13].
- 19 avril : sixième et dernière journée des qualifications de la Ligue mondiale masculine 2011. Les premières équipes de chaque groupe se qualifient pour la super finale : celles de Croatie, du Monténégro et de Serbie.
- 20 avril : à Rapallo (Italie), Rapallo Nuoto remporte le match retour de la finale du trophée LEN féminin 2010-2011 contre le club néerlandais Fysius Het Ravijn[20] douze buts à trois, rattrapant son retard de sept buts du match aller[25].
- 22 et 23 avril :
  - finale à quatre de la Coupe d'Europe des champions féminins à Sabadell, en Espagne[26].
  - En demi-finales, le 22 avril, le club espagnol Club Natació Sabadell bat quinze buts à treize le club russe Kinef et le club italien Orizzonte Catania bat le club grec Olympiakós SFP quatorze buts à treize[27].
  - Club Natació Sabadell remporte la Coupe d'Europe des champions féminins en finale treize buts à huit contre Orizzonte Catania[28], vainqueur de huit de ces coupes d'Europe. Olympiakós SFP prend la troisième place contre Kinef (14-12)[29].
- 23 au 29 avril : dans la ville saoudienne de Damman, l'équipe masculine d'Arabie saoudite remporte le troisième Trophée LEN du développement du water-polo organisée entre des équipes nationales des confédérations africaine, américaine et asiatique[30].
- 27 avril :
  - cinquième des six journées des quarts de finale de l'Euroligue de water-polo 2010-2011.
  - À Savone, Rari Nantes Savona remporte le trophée LEN masculin 2010-2011 en gagnant le match retour de la finale onze buts à trois (score cumulé de 20-12) contre le club grec Panionios GSS[31].
- 30 avril :
  - troisième des six journées du tout de qualification pour le championnat d'Europe féminin de 2012.

### Mai
- 2 mai : sacre du Spartak Volgograd lors du match d’appui du championnat masculin russe en finale contre Shturm 2002 (7-6, 9-10, 9-6)[32].
- 3 au 7 mai : au Sydney International Aquatic Centre, phase finale des Ligues nationales australiennes féminine et masculine[33].
- 4 mai : sixième et dernière journée des quarts de finale de l'Euroligue de water-polo 2010-2011. Les deux premiers de chaque groupe se qualifient pour la finale à quatre : les clubs serbe VK Partizan, italien Pro Recco, monténégrin VK Budva et croate HAVK Mladost.
- 6 mai : à Fort Lauderdale (États-Unis), l'Australien Tom Hoad, l'entraîneur hongrois Dénes Kemény et le gardien de but serbe Aleksandar Sostar sont inscrits à l'International Swimming Hall of Fame[34].
- 7 mai :
  - au Sydney International Aquatic Centre, finales des ligues nationales australiennes. Sont sacrées les équipes des Brisbane Barracudas chez les dames, tenant du titre, et des Fremantle Mariners chez les messieurs[33].
  - à Anvers[7], finale de la coupe masculine de Belgique entre le champion en titre Royal Dauphins mouscronnois et le tenant de la coupe Kortrijkse Zwemkring[35].
- 8 mai : dernière journée de la première partie de la phase finale de la ligue masculine hongroise. Egri Vízilabda Klub et Vasas Sport Club se qualifient pour la finale[36].
- 9 au 13 mai : premier tour des qualifications asiatiques et océaniennes de la Ligue mondiale masculine 2011 à Auckland (Nouvelle-Zélande)[37].
- 10 mai : sacre de l'Olympiakós SFP en remportant le troisième match d'une série de cinq de la finale de la division nationale A féminine grecque contre le champion en titre NO Vouliagménis[38].
- 11 mai : quatrième journée du tour de qualification du championnat d'Europe masculin 2012.
- 11 au 13 mai : premier tour des qualifications asiatiques et océaniennes de la Ligue mondiale féminine 2011 à Auckland (Nouvelle-Zélande)[37].
- 12 au 15 mai : qualifications américaines de la Ligue mondiale masculine 2011 à Costa Mesa (États-Unis). Elles se déroulent avec pour seul enjeu le tirage au sort de la super finale puisque seules deux équipes participent pour deux places qualificatives.
- 13 mai : au congrès de Reykjavik, la Ligue européenne de natation annonce que les championnats d'Europe de water-polo féminin et masculin auront lieu en 2014 à Budapest, en Hongrie[39].
- 13 au 15 mai : premier tour du groupe A des qualifications européennes de la Ligue mondiale féminine 2011 à Barcelone (Espagne).
- 14 mai : Vaterpolo klub Partizan, tenant du titre, est sacré champion masculin de Serbie en remportant le deuxième match d'affilée de la finale contre Vaterpolo klub Vojvodina[40].
- 15 mai :
  - sacre de Svømmeklubben Frem lors du match retour de la finale du championnat masculin danois contre Slagelse Svømmeklub[41].
  - Club Natació Atlètic-Barceloneta, tenant du titre, est sacré champion masculin d'Espagne en remportant le troisième match de la finale contre Club Natació Barcelona[42].
  - Orizzonte Catania est sacré champion en remportant le troisième match de la finale de la série A1 féminine italienne contre Rapallo Nuoto (10-8, 5-10 et 10-8)[43].
  - Dernière journée du championnat masculin du Monténégro et sacre du Vaterpolo klub Budva[44].
- 16 au 20 mai : second tour des qualifications asiatiques et océaniennes des Ligues mondiales féminine et masculine 2011 à Sydney (Australie).
- 17 mai : premier sacre de son histoire de Egri VK lors du match retour de la finale du championnat masculin hongrois contre Vasas SC, tenant du titre[45].
- 18 mai : sacre de Pro Recco lors du troisième match de la finale de la série A1 masculine italienne (deux victoires et une défaite) contre Rari Nantes Savona[46].
- 18 au 22 mai : groupe B des qualifications européennes de la Ligue mondiale féminine 2011 à Syracuse (Italie).
- 19 au 22 mai : qualifications américaines de la Ligue mondiale féminine 2011 à Newport Beach (États-Unis).
- 20 au 22 mai : second tour du groupe A des qualifications européennes de la Ligue mondiale féminine à Athènes (Grèce).
- 21 mai : à Lugano, le Lugano NPS remporte la coupe de Suisse contre le Schwimmclub Kreuzlingen en finale neuf buts à sept[47]
- 23 mai : sacre du VK Jug avec sa troisième victoire en quatre matches de la finale du championnat masculin croate contre Primorje[48].
- 29 mai : sacre du Portinado Associação natação de Portimão lors du quatrième match de la finale du championnat du Portugal contre le Sport Comércio e Salgueiros (16-8, 9-7, 7-10 et 5-4[49].

### Juin
- 3 et 4 juin : victoire du club serbe Vaterpolo klub Partizan lors de la finale à quatre de l'Euroligue 2010-2011, à Rome (Italie)[50].
- 11 juin : sacre de l’Olympic Nice Natation qui remporte le troisième match de la finale du championnat de France national 1 féminin contre l'ASPTT Nancy (6-13 et 8-11 à Nancy, 8-7 à Nice).
- 12 juin : sacre de l'Olympiakós SFP, tenant du titre, lors du quatrième match de la division A1 masculine grecque de la finale contre NO Vouliagménis (13-4, 9-10, 6-2 et 7-3). Panathinaïkos prend la troisième place, la dernière qualificative pour l'Euroligue 2011-2012[51].
- 14 au 19 juin : l'équipe des États-Unis, tenant du titre, remporte la super finale de la Ligue mondiale féminine 2011 à Tianjin (Chine) en finale face à l'équipe d’Italie.
- 19 juin : sacre du Cercle des nageurs de Marseille, tenant du titre, lors du troisième match de la finale du championnat de France élite masculin contre Montpellier Water-Polo (9-7 à Marseille, défaite 7-8 puis victoire 5-10 à Montpellier).
- 21 au 26 juin : l'équipe de Serbie remporte la super finale de la Ligue mondiale masculine 2011, en Italie, huit buts à sept en finale contre l’équipe-hôte. Un quota olympique masculin lui est attribué pour les Jeux de 2012.

### Juillet
- 10 juillet : dans un courrier aux fédérations nationales, la Ligue européenne de natation annonce le changement de nom des coupes d’Europe masculines : l'Euroligue devient la Ligue des champions de water-polo européen (European Water Polo Champions League) et le Trophée LEN masculin devient la LEN Euro Cup[52].
- 16 au 31 juillet : championnats du monde dans le cadre de ceux de natation à Shanghai, en Chine.
  - 17 au 29 juillet : tournoi féminin remporté en finale neuf buts à huit par l'équipe de Grèce contre celle de Chine. L'équipe de Russie prend la troisième place huit buts à sept contre l'équipe d'Italie. L'équipe des États-Unis, tenant du titre, termine sixième après son élimination en quarts de finale par la Russie.
  - 18 au 30 juillet : tournoi masculin remporté en finale huit buts à sept, après prolongations, par l'équipe d'Italie contre celle de Serbie, tenant du titre. L'équipe de Croatie prend la troisième place douze buts à onze contre l'équipe de Hongrie. Au terme du tournoi, sont attribués trois quotas pour les Jeux olympiques de 2012 aux équipes d’Italie, de Croatie et de Hongrie.
- 28 juillet : sacre du Schwimmclub Kreuzlingen lors du quatrième match de la finale de la Ligue masculine suisse contre le Lugano NPS, tenant du titre (13-12, 10-8, 9-14 et 12-11)[53]

### Août
- 13 août : Petar Porobić démissionne de son poste de sélectionneur de l'équipe masculine du Monténégro[54],[55]. La fédération monténégrine n'a reçu qu'une seule candidature pour le remplacer, celle de l’entraîneur du Vaterpolo klub Primorac Ranko Perović[56].

### Septembre
- 6 au 11 septembre : premier tour de la Ligue des champions de water-polo européen 2011-2012 à Kotor au Monténégro et à Marseille en France.
- 11 au 17 septembre : première participation d'une équipe nationale d'Indonésie en water-polo lors des 9es championnats du monde junior féminins à Trieste, en Italie, en moins de 20 ans[57].
- 17 septembre : première journée de la phase régulière de la Ligue adriatique et premier match du nouveau club entrant, le championnat d’Italie Pro Recco[58].
- 23 au 25 septembre :
  - deuxième tour de la Ligue des champions de water-polo européen 2011-2012.
  - Premier tour de la LEN Euro Cup 2011-2012.

### Octobre
- 1er octobre :
  - match aller du tour préliminaire qualificatif pour le Championnat d’Europe masculin 2012.
  - Première journée de la division d’honneur espagnole féminine.
  - Première journée du championnat masculin de Hongrie après un match avancé de la deuxième journée le 28 septembre.
  - Première journée de la série A1 italienne masculine.
- 8 octobre : à Molins de Rei, match de la supercoupe d’Espagne masculine entre le Club Natació Atlètic-Barceloneta, champion d’Espagne, et le Club Natació Barcelona, vainqueur de la coupe du Roi[59].
- 8 et 9 octobre : victoire de l'Olympic Nice Natation lors de la coupe de France féminine 2011 à Aix-en-Provence.
- 12 octobre : l'équipe d’Allemagne se qualifie pour le championnat d’Europe masculin 2012 en battant une seconde fois l'équipe de Malte[60] en match avancé de la journée du 29 octobre 2011.
- 14 au 16 octobre : victoire du Cercle des nageurs de Marseille lors de la coupe de France masculine 2011 à Nice, troisième coupe d’affilée pour ce club.
- 15 octobre : dernière des six journées du tour de qualification du championnat d’Europe féminin 2012. Se qualifient les deux premiers de chacun des deux groupes : les équipes d’Espagne, de Hongrie, d'Allemagne et de Grande-Bretagne.
- 22 octobre :
  - première des six journées du tour préliminaire de la Ligue des champions 2011-2012.
  - première journée de la phase régulière du championnat de France élite masculin.
- 22 et 23 octobre : matches aller des huitièmes de finale de la LEN Euro Cup 2011-2012.
- 23 au 29 octobre : tournois féminin et masculin dans le cadre des Jeux panaméricains de 2011 à Guadalajara, au Mexique. Un quota olympique féminin et un masculin seront attribués pour les Jeux de 2012.
- 28 octobre : l'équipe féminine des États-Unis remporte le tournoi féminin des Jeux panaméricains de 2011 après une séance de vingt paires de tirs au but contre l'équipe du Canada (8 buts à 8 après prolongations, 19 tirs à 18)[61]. Elle se qualifie ainsi pour le tournoi des Jeux olympiques d'été de 2012.
- 29 octobre :
  - l'équipe masculine des États-Unis remporte le tournoi masculin des Jeux panaméricains de 2011 en finale contre l'équipe du Canada (7 buts à 3)[62]. Elle se qualifie ainsi pour le tournoi des Jeux olympiques d'été de 2012.
  - match retour du tour préliminaire qualificatif pour le Championnat d’Europe masculin 2012. Se qualifient les équipes de Grèce, Macédoine, de Roumanie et de Turquie.
  - à Sori, l'équipe italienne Pro Recco remporte la supercoupe d’Europe féminine neuf buts à huit après prolongation[63] contre le club espagnol Club Natació Sabadell, vainqueur de la Coupe des champions. L'équipe féminine du Pro Recco est le vainqueur du Trophée LEN 2010-2011 alors que l’équipe appartenait encore au club de Rapallo Nuoto[64].
- 30 octobre :
  - en match décalé, l'équipe d’Espagne se qualifie pour le championnat d’Europe masculin 2012 en battant pour la seconde fois l'équipe de Russie[65].
  - Tony Azevedo, capitaine de l’équipe masculine des États-Unis victorieuse du tournoi, est choisi comme porte-drapeau de la délégation de son pays lors de la cérémonie de clôture des Jeux panaméricains de 2011[66].

### Novembre
- 3 au 6 novembre : premier tour du Trophée LEN féminin 2011-2012.
- 9 novembre :
  - deuxième des six journées du tour préliminaire de la Ligue des champions 2011-2012.
  - matches retour des huitièmes de finale de la LEN Euro Cup 2011-2012.
- 10 au 13 novembre : premier tour de la 4e Ligue nationale brésilienne masculine à Rio de Janeiro et São Paulo. Onze équipes sont répartis en deux groupes. Les trois premiers de chaque groupe se qualifient pour le second tour, joué du 18 novembre au 11 décembre[67].
- 11 novembre : à l'hôtel de ville d’Eindhoven, tirage au sort des tours préliminaires des championnats d’Europe 2012 féminin et masculin par la poloïste Daniëlle de Bruijn et l'entraîneur Robin van Galen, tous deux champions olympique en 2008, le champion de natation Pieter van den Hoogenband et l'entraîneur de football Louis van Gaal[68].
- 12 et 13 novembre : demi-finales et finale de la coupe masculine de Hongrie au cours de laquelle Szeged VE bat neuf buts à huit Domino Honvéd[69].
- 14 novembre : LEN Magazine publie la liste des « Athlètes aquatiques européens de l'année », élus par les fédérations membres de la Ligue européenne de natation et les médias accrédités. En water-polo, ont été récompensés l'Italien Stefano Tempesti et la Grecque Alexándra Asimáki[70]. Leur trophée leur est remis le 29 janvier 2012, avant la finale du championnat d’Europe masculin 2012, à Eindhoven[71].
- 15 novembre : première des six journées des qualifications européennes de la Ligue mondiale masculine 2012. À Dubrovnik, l'équipe de Croatie, troisième de l'édition 2011, doit aller aux tirs au but (11-11, puis 5 tirs à 4) l'équipe d’Allemagne, troisième de son groupe de qualification en 2011[72].
- 16 au 20 novembre : premier tour du Coupe des champions féminins 2010-2011.
- 17 au 20 novembre : victoire des Northern Lights lors de la cinquième édition de la Ligue sélecte canadienne féminine[73].
- 18 au 20 novembre : tour préliminaire du Trophée LEN féminin 2011-2012.
- 19 et 20 novembre : sacre du ŁSTW Uniwersytet Łódzki lors de la coupe masculine de Pologne[74].
- 26 et 27 novembre :
  - troisième des six journées du tour préliminaire de la Ligue des champions 2011-2012.
  - matches aller des quarts de finale de la LEN Euro Cup 2011-2012.

### Décembre
- 3 et 4 décembre : matchs aller des quarts de finale du Trophée LEN féminin 2011-2012.
- 4 décembre : victoire du Vaterpolo klub Partizan lors de la finale de la coupe masculine de Serbie contre Crvena zvezda par douze buts à sept[75].
- 5 décembre : annonce des meilleurs athlètes de l’année par le FINA Aquatics World Magazine d’après le vote de ses fédérations nationales et de la presse. En water-polo, sont nommés Filip Filipović (Serbie) et Alexándra Asimáki (Grèce) en water-polo[76].
- 6 décembre : deux premiers matches de la deuxième des six journées des qualifications européennes de la Ligue mondiale masculine 2012.
- 8 décembre : à Savone, le club serbe Vaterpolo klub Partizan, vainqueur de l’Euroligue 2010-2011, remporte la supercoupe d’Europe masculine contre le club italien Rari Nantes Savona, vainqueur du trophée LEN 2010-2011, onze buts à six.
- 10 et 11 décembre : demi-finales et finale des coupes de Croatie.
  - Victoire quinze buts à treize du HAVK Mladost en finale de la coupe féminine de Croatie contre Vaterpolo klub Bura[77].
  - Victoire quinze buts à sept du HAVK Mladost en finale de la coupe masculine de Croatie contre Vaterpolo klub Jug[78].
- 11 décembre : dernière journée du deuxième tour de la 4e Ligue nationale brésilienne masculine. Les quatre premiers des six équipes sont demi-finalistes[67].
- 13 au 18 décembre : à Montréal, l'équipe féminine d’Australie remporte la coupe du Canada en finale onze buts à huit contre l'équipe de Chine[79].
- 14 décembre :
  - quatrième des six journées du tour préliminaire de la Ligue des champions 2011-2012.
  - matches retour des quarts de finale de la LEN Euro Cup 2011-2012.
- 16 et 17 décembre : à Rio de Janeiro, matches aller et retour des demi-finales de la 4e Ligue nationale brésilienne masculine[67].
- 17 décembre : deux derniers matches de la deuxième des six journées des qualifications européennes de la Ligue mondiale masculine 2012.
- 17 et 18 décembre : matches retour des quarts de finale du Trophée LEN féminin 2011-2012.
- 18 décembre : à Rio de Janeiro, sacre du Fluminense lors de la finale de la 4e Ligue nationale brésilienne masculine dix buts à six contre Esporte Clube Pinheiros[80], tenant du titre.
- 18 décembre: PVK Jadran Herceg Novi remporte la coupe du Monténégro masculine au cumul des scores des matches aller (11-12 le 22 novembre) et retour (12-10) contre Vaterpolo klub Budva, tenant du titre[81],[82].